# Tomasz Adamek
Tomasz Adamek, född 1 december 1976 i Zywiec i Polen, är en polsk före detta professionell tungviktsboxare.
Adamek har meriter som tungviktsvärldsmästare i WBC, juniorvärldsmästare i IBF och IBO och den första polska boxare att bli rankad 1:a i tungvikt av den amerikanska tidskriften The Ring Magazine. Han går under pseudonymen "Goral" vilket är att jämföra med engelska begreppet "Highlander". Adamek blev vald som 2:a respektive 4:a i 2005 års och 2006 års polska folkomröstning om landets bästa idrottsman.

## Amatörkarriär
Adamek började boxas 1988 vid 12 års ålder i klubben "Goral Zywiec". Hans första tränare var Stefan Gawron och Stanislaw Orlicki som också tränat den polska olympiska mästaren Wieslaw Małyszko. År 1995 vid 19 års ålder vann Adamek sitt första polska mästerskap för seniorer i mellanvikt. Tre år senare tog han bronsmedalj i lätt tungvikt i EM i amatörboxning i Minsk.
Totalt deltog Adamek under sin amatörkarriär i 120 matcher och vann 108 av dem.

## Proffskarriär
1999 gav han upp förberedelserna för OS i Sydney för att bli professionell boxare. Han skrev på ett kontrakt med Andrzej Gmitruk för Boxing Europe och fick som första promotor engelskcyprioten Panos Eliades, tidigare promotor för världsmästaren Lennox Lewis.